# Nadia Gray
Nadia Gray (23 de noviembre de 1923 - 13 de junio de 1994) fue una actriz rumano austriaca.

## Biografía
Nacida en Bucarest, Rumania, su verdadero nombre era Nadia Kujnir-Herescu. De  padre ruso y madre originaria de Bessarabia, conoció a su primer marido, el piloto de aviación rumano de la Segunda Guerra Mundial Constantin Cantacuzino (con el que estuvo casada desde 1946 hasta la muerte de él el 26 de mayo de 1958), en circunstancias de aventura durante un peligroso viaje aéreo (uno de los motores de avión pilotado por su futuro marido se incendió, provocando un aterrizaje forzoso). Posteriormente la actriz volvió a casarse, siendo su segundo marido el abogado Herbert Silverman, con el que estuvo unida desde 1967 hasta la muerte de ella.
A finales de los años 1940, el golpe de Estado comunista en Rumania la indujo a abandonar su país y mudarse a Francia donde, en la cosmopolita París, y gracias a su matrimonio con Cantacuzino y su trabajo en el cine, se convirtió en una estrella de la jet set internacional. Pero, además de trabajar en Francia, Gray también estuvo activa en España e Italia entre los años 1950 y los años 1960.
Intérprete de numerosos filmes de aventura y de películas de género, pero también de producciones de cierta calidad, debutó en 1949 en L'Inconnu d'un soir, cinta dirigida por Hervé Bromberger y Max  Neufeld. Su actuación cinematográfica más destacada fue obviamente la que llevó a cabo en La dolce vita (1960), de Federico Fellini, haciendo un famoso estriptis. En 1960 fue la actriz coprotagonista junto a Totò y Peppino De Filippo en el film Letto a tre piazze, de Steno. 
Gray trabajó también en la televisión, siendo llamada por la RAI para presentar la edición de 1964 de Canzonissima, que se tituló Napoli contro tutti, y que presentó Nino Taranto.
Interpretándose a sí misma, intervino en 1978 en el documental Remembering Jean Gabin, dirigido por John Musilli con un guion de Stephan Chodorov.
Su última actuación televisiva tuvo lugar en 1967, en un episodio de la serie televisiva británica The Prisoner. Tras su matrimonio con un abogado neoyorquino abandonó completamente la actuación, aunque siguió trabajando como cantante en locales de la ciudad, y apareció en un par de documentales, el dedicado a Jean Gabin y el titulado The Prisoner Video Companion.
Nadia gray falleció en la ciudad de Nueva York, Estados Unidos, en el año 1994, a causa de un accidente cerebrovascular.

## Filmografía

### Cine
- 1949 : L'Inconnu d'un soir, de Hervé Bromberger y Max Neufeld
- 1949 : The Spider and the Fly, de Robert Hamer
- 1949 : Monseigneur, de Roger Richebé
- 1951 : Il microfono è vostro, de Giuseppe Bennati
- 1951 : Night Without Stars, de Anthony Pelissier
- 1951 : Valley of Eagles, de Terence Young
- 1952 : Moglie per una notte, de Mario Camerini
- 1952 : Città canora, de Mario Costa
- 1952 : Inganno, de Guido Brignone
- 1952 : Top Secret, de Mario Zampi
- 1953 : Finalmente libero!, de Mario Amendola y Ruggero Maccari
- 1953 : Puccini, de Carmine Gallone
- 1953 : La Vierge du Rhin, de Gilles Grangier
- 1953 : Ivan, il figlio del diavolo bianco, de Guido Brignone
- 1954 : Casta Diva, de Carmine Gallone
- 1954 : I cinque dell'Adamello, de Pino Mercanti
- 1954 : Gran varietà, de Domenico Paolella
- 1954 : Pietà per chi cade, de Mario Costa
- 1954 : Cento anni d'amore, de Lionello De Felice, episodio Pendolin
- 1954 : Carosello napoletano, de Ettore Giannini
- 1954 : Les Femmes s'en balancent, de Bernard Borderie
- 1954 : Crossed swords, de Milton Krims
- 1954 : Casa Ricordi, de Carmine Gallone
- 1954 : Le due orfanelle, de Giacomo Gentilomo
- 1954 : Il cardinale Lambertini, de Giorgio Pàstina
- 1955 : La moglie è uguale per tutti, de Giorgio Simonelli
- 1955 : Le avventure di Giacomo Casanova, de Steno
- 1955 : Gli ultimi cinque minuti, de Giuseppe Amato
- 1955 : Musik im Blut, de Erik Ode
- 1955 : Il falco d'oro, de Carlo Ludovico Bragaglia
- 1955 : Agguato sul mare, de Pino Mercanti
- 1956 : Hengst Maestoso Austria, de Hermann Kugelstadt
- 1956 : Folies-Bergère, de Henri Decoin
- 1957 : Parola di ladro, de Nanny Loy y Gianni Puccini
- 1957 : Il diavolo nero, de Sergio Grieco
- 1957 : Sénéchal le magnifique, de Jean Boyer
- 1957 : Una parigina, de Michel Boisrond
- 1957 : Vacanze a Ischia, de Mario Camerini
- 1958 : Meine schöne Mama, de Paul Martin
- 1959 : Muerte al amanecer, de Josep Maria Forn
- 1959 : The Captain's Table, de Jack Lee
- 1959 : Estate violenta, de Valerio Zurlini
- 1960 : Le signore, de Turi Vasile
- 1930 : La dolce vita, de Federico Fellini
- 1960 : María, matrícula de Bilbao, de Ladislao Vajda
- 1960 : Candide ou l'optimisme au XXe siècle, de Norbert Carbonnaux
- 1960 : Letto a tre piazze, de Steno
- 1961 : Mr. Topaze, de Peter Sellers
- 1961 : Le Pavé de Paris, de Henri Decoin
- 1961 : Gioventù di notte, de Mario Sequi
- 1961 : Mourir d'amour, de Dany Fog
- 1961 : Les Croulants se portent bien, de Jean Boyer
- 1961 : Le Jeu de la vérité, de Robert Hossein
- 1962 : Wenn beide schuldig werden, de Hermann Leitner
- 1963 : Rocambole, de Bernard Borderie
- 1963 : Il maniaco, de Michael Carreras
- 1963 : Zwei Whisky und ein Sofa, de Günter Gräwert
- 1964 : Begegnung in Salzburg, de Max Friedmann
- 1965 : The Crooked Road, de Don Chaffey
- 1965 : L'avventuriero della Tortuga, de Luigi Capuano
- 1966 : Winnetou und sein Freund Old Firehand, de Alfred Vohrer
- 1967 : Le plus vieux métier du monde, de Claude Autant-Lara y Mauro Bolognini, episodio Aujourd'hui
- 1967 : Two for the Road, de Stanley Donen
- 1967 : The Naked Runner, de Sidney J. Furie

### Televisión
- 1959 : The Third Man (serie TV), episodio 2.13
- 1959 : Die Fledermaus (telefilm), de Kurt Wilhelm
- 1961 : L'éventail de Lady Windermere (telefilm), de François Gir
- 1966 : Illusions perdues (miniserie)
- 1966 : Court Martial (serie TV), episodio 1.7
- 1967 : The Prisoner (serie TV), episodio 1.2